# رصدخانه ابوریحان بیرونی

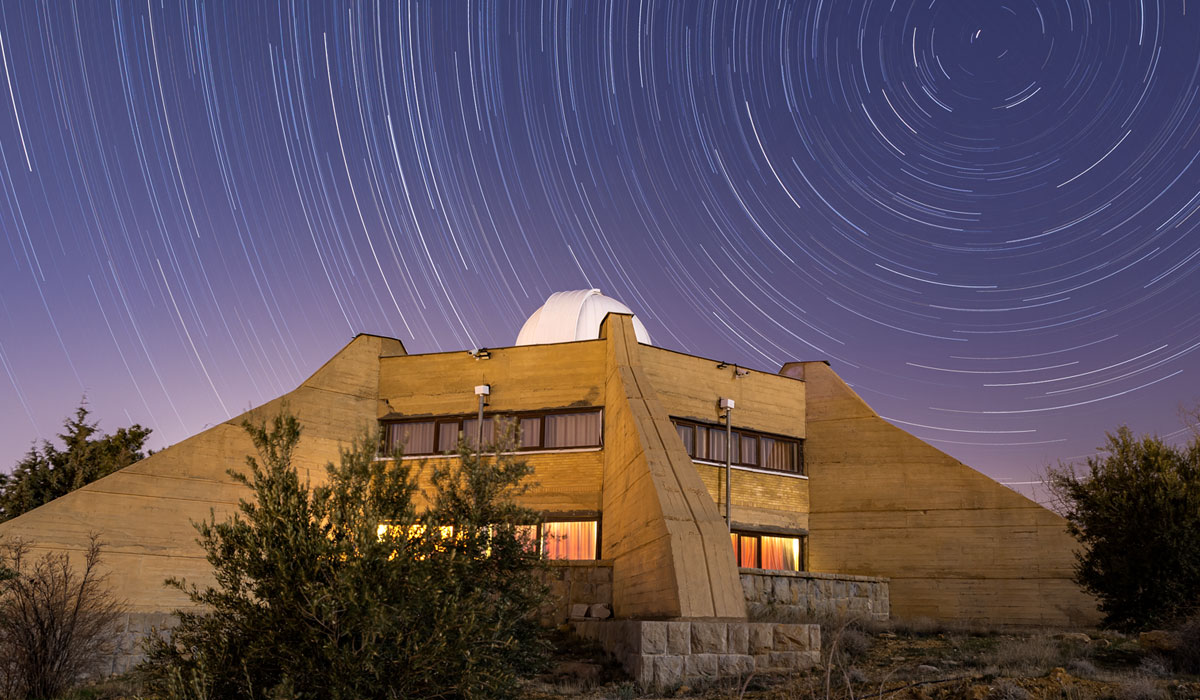
رد ستارگان بر فراز رصدخانه ابوریحان بیرونی

رصدخانه ابوریحان بیرونی رصدخانه‌ای وابسته به دانشگاه شیراز در شمال این شهر است که در سال ۱۳۵۵ بنیان‌گذاری شد. این رصدخانه فعال‌ترین مرکز رصدخانه‌ای کشور و نخستین رصدخانه پس از رصدخانه مراغه (سده هشتم هجری) است که در ایران تأسیس شد و تاکنون در میان رصدخانه‌های فعال و حرفه‌ای جایگاه برجسته‌ای را در زمینه تحقیقات و رصدهای نجومی به خود اختصاص داده‌است.

## پیشینه
پیشنهاد تأسیس رصدخانه ابوریحان بیرونی سال ۱۳۴۸ توسط  یوسف ثبوتی و ادوارد فرانسیس گاینن مطرح و عملیات ساخت بنای آن سال ۱۳۵۲ آغاز شد و اسفند سال ۱۳۵۵ به بهره‌برداری رسید.

## تجهیزات
تجهیزات این مرکز شامل یک دستگاه تلسکوپ بازتابی ۲۰ اینچ از نوع کاسگرین (دومین تلسکوپ بزرگ کشور)، یک دستگاه تلسکوپ بازتابی اشمیت کاسگرین ۱۴ اینچ، یک دستگاه تلسکوپ ۱۲ اینچ مجهز به دوربین CCD، یک دستگاه دوربین اشمیت ۸ اینچ (مختص عکسبرداری)، یک دستگاه تلسکوپ ۸ اینچ کاسگرین، دو دستگاه تلسکوپ بازتابی ۵ اینچ (برای امورات عمومی)، یک دستگاه تلسکوپ ۵/۴ اینچ بازتابی نیوتونی و یک دستگاه تلسکوپ ۶۰ میلی‌متر شکستی است.